# Pietro Riario
Pietro Riario, né le 21 avril 1445 à Savone, dans la république de Gênes, et mort le 3 janvier 1474 à Rome, dans les États pontificaux, est un homme d'Église italien, neveu du pape Sixte IV élu en 1471, qui le nomme presque immédiatement cardinal et, en juillet 1473, archevêque de Florence ; il reçoit par la suite plusieurs autres dignités ecclésiastiques.

## Biographie

### Famille
Fils de Paolo Riaro et de Bianca della Rovere, Pietro Riario est par sa mère neveu du pape Sixte IV (Francesco della Rovere, 1416-1484). Il est le cousin de Julien della Rovere, qui deviendra pape sous le nom de Jules II. 
Le fils de sa sœur Violantine, Raphaël Galeotto (?-1531), est aussi protégé par Sixte IV, qui lui fait porter le nom de « Riario » et le fait cardinal-diacre de Saint-Georges ad velum aureum, en décembre 1477.

### Carrière sous le pontificat de Sixte IV
En 1471, il est fait cardinal et archevêque de Florence, et nommé légat du Saint-Siège pour toute l'Italie. 
Il devient ensuite évêque (ou administrateur) de deux diocèses français : Valence et Die. 
En 1472, il obtient le titre de patriarche de Constantinople, puis est transféré au diocèse de Split en 1473. Il est nommé, également en 1473, évêque de Mende.
Il acquit d'immenses richesses, acheta la ville et la principauté d'Imola, qu'il donna à son frère Girolamo. Il laissa à sa mort la réputation du prince le plus fastueux de son siècle.[réf. nécessaire]